# Сайн Сэрдэнки
Сайн Сэрдэнки — ойратский нойон, сын Мангада, в соответствии с ойрат-калмыцким эпическим произведением «Сказание о поражении монголов дербен-ойратами» в сражении между ойратами и устроившими на них военный поход восточными монголами поразивший копьем предводителя монгольской армии.

## Описание Сайн Сэрдэнки в «Сказании о поражении монголов дербен-ойратами»
В соответствии со «Сказанием о поражении монголов дербен-ойратами» Сайн Сэрдэнки (по-калмыцки «өөрдин Маңһдын көвүн Сән-Сердңк») описывается следующим образом:

Сайн Сэрденки к вам всех ближе живет,

Сын Мангадая, нойон Сэрденки.

Шлем у него из тоджи-серебра,

Алый чешуйчатый панцирь на нем,

Ватная куртка из шелка-тоджи,

Скачет на пестро-чубаром коне.

Тысячи две молодцов у него….

## Реальные проявления существования Сайн-Серденке
Потомками Сайн-Серденке считаются зайсанги Бага-Чоносовского аймака Калмыкии Дондуковы.